# Point de dépôt
 (novembre 2009).
 (mai 2017).
Si vous disposez d'ouvrages ou d'articles de référence ou si vous connaissez des sites web de qualité traitant du thème abordé ici, merci de compléter l'article en donnant les références utiles à sa vérifiabilité et en les liant à la section « Notes et références ».
Un point de dépôt, parfois désigné par « relais-colis » ou « point relais » (d'après des marques commerciales), ou encore point de retrait, est un lieu physique dans lequel des marchandises achetées par correspondance sont livrées par les services postaux ou de messagerie, et récupérées par des clients particuliers. Le point de dépôt est généralement un commerce de proximité qui accepte de réaliser, pour le compte d'un opérateur logistique, des prestations de distribution de colis.

## Historique

### En France
Le concept de point de dépôt est apparu en France dans les années 1980 autour des acteurs de la vente par correspondance traditionnelle comme 3 Suisses et La Redoute. 
En 1984, La Redoute inventait le quarante-huit heures chrono.
En 1995, le délai de livraison devient un atout primordial avec la notion de « 24 Heures Gratuit » lancée par 3 Suisses.
En 1996, le groupe Yves Rocher met en place le réseau de distribution Distrihome pour livrer ses courriers et colis achetés par correspondance, et se prémunir des retards de livraison dus à des grèves à répétition au sein de la Poste,.
Dans les années 2000, deux nouveaux acteurs spécialisés sont apparus :
- Kiala originaire de Belgique ;
- Pickup Services originaire de France et spécialisé initialement dans la fourniture de solutions logicielles pour les réseaux de points relais (Pickup a notamment équipé informatiquement le premier point relais en France, début 2002).

En 2001, de dépôt groupe 3 Suisses dépose la marque « Point Relais » et la transfère en 2011 à Mondial Relay, à l'époque filiale du groupe.
Depuis 2004, les réseaux de points de dépôt connaissent une forte croissance liée au déploiement généralisé de la technologie ADSL pour l'accès à internet, permettant le développement du commerce en ligne et le développement de systèmes informatiques reliant les entreprises aux particuliers (B2C)).

## Enjeux
Le premier des enjeux est un enjeu économique : le coût d'acheminement d'un colis sur le « dernier kilomètre » est celui qui revient le plus cher. Dans le cas de livraison en ville, le « maillon urbain » représente 1 % des distances, mais 25 % des coûts logistiques.
Mais surtout, les études sur la mobilité urbaine durable montrent que la thématique des livraisons de marchandises en ville constitue un enjeu majeur des émissions de CO2 (plus du tiers des émissions urbaines), de NOx, de particules, et de bruit en ville, ainsi que de la congestion urbaine. Pour que le développement du commerce électronique ait un impact environnemental favorable, il faut que des solutions adaptées aient été trouvées pour le maillon terminal de la chaîne logistique.
Ces trois contraintes (coût, pollution, congestion urbaine) entraînent donc la mise en place de solutions de livraison hors-domicile, que ce soit des points de retrait chez des commerçants, des consignes automatiques et des services de conciergerie, mais aussi, en Grande-Bretagne, des camions-relais.

## Chaîne logistique
La distribution de colis en point de dépôt nécessite une chaine logistique complexe qui peut être :
- soit découpée en autant d'acteurs qu'elle comporte de maillons ;
- soit intégrée (l'ensemble ou une partie des maillons est couvert par le même prestataire).

Les maillons de cette chaîne sont :
- l'opérateur de réseau de point de dépôt : il assure le suivi opérationnel des activités logistiques dans l'ensemble des points de dépôt composant un réseau depuis l'arrivée du colis remis par le transporteur au commerçant jusqu'à la remise au consommateur final ;
- le transporteur : il assure la distribution des colis depuis un entrepôt central vers l'ensemble des points de dépôt. La plupart sont messagers ou expressistes ;
- le prestataire logistique : il assure pour le compte d'un webmarchand, le stockage et la préparation de colis dans un ou plusieurs entrepôts logistiques ;
- le chargeur : il s'agit de la société qui propose la commercialisation de ses produits par internet ou par téléphone à travers une boutique en ligne ou un serveur d'appel. Il s'agit souvent de webmarchands.

## Points de dépôt dans le monde
Il existe deux types de réseaux de point de dépôt : 
- Des réseaux grands publics, destinés aux consommateurs ;
- Des réseaux professionnels destinés aux flottes commerciales ou techniques itinérantes.

### France
Les principaux opérateurs de point de dépôt en France sont :
- Geopost, société française du Groupe La Poste (5 500 relais) avec le réseau Pickup (13 000 relais). Geopost détient également les filiales DPD France et Chronopost.
- UPS Access Point, société américaine (anciennement Kiala) dispose d'un réseau propre d'environ 4 500 relais ;
- Mondial Relay, société française, filiale du groupe InPost avec le réseau « Point Relais » (9 180 Points Relais[10]) ;
- Relais Colis (anciennement SOGEP), du groupe français Redcats, créé par le groupe La Redoute (groupe PPR) (4 000 relais).

En 2012, 48 % des acheteurs en ligne en France ont utilisé la livraison en relais au cours des six derniers mois.
En 2014, 57 % des internautes en France ont eu recours à la livraison en point de dépôt.
En 2019, 83 % des internautes en France ont privilégié la livraison en point de dépôt

## Avantages du point de dépôt

### Pour le consommateur final
Le point de dépôt accompagne une évolution sociétale des modes de consommation contemporains, à savoir :
- une consommation en progression constante à travers le Web ;
- des foyers de consommation dont tous les membres principaux travaillent, ce qui rend incompatible la livraison à domicile en leur absence ;
- des consommateurs qui ne conçoivent pas de commander en deux secondes mais de devoir attendre une livraison plusieurs heures bloqués à leur domicile.

Le point de dépôt répond à ces évolutions :
- en proposant des périodes d'ouverture prolongée en semaine mais également le week-end ;
- en assurant un suivi détaillé des prestations réalisées grâce à des systèmes d'informations spécialisés.

La livraison en point de dépôt est de 10 à 20 % moins onéreuse que la livraison à domicile.

### Pour le transporteur
Le taux de groupage (nombre de colis par point de livraison) est beaucoup plus élevé dans le cadre de la distribution en point de dépôt par rapport à la distribution à domicile. Un volume important de colis nécessite donc moins de moyens de transport et le temps pour les transporter est moindre. Les coûts de distribution au colis sont ainsi diminués.

### Pour le marchand
Une diminution des coûts de transport qu'il peut rétrocéder en partie au consommateur final.